# 2008年蒙古暴亂
2008年蒙古暴亂是指2008年蒙古國會選舉結束後因為發生詐欺指控，使得蒙古國首都烏蘭巴托發生一連串的暴動。

## 历史
這次騷亂導致蒙古國隨即進入歷時4天的第一緊急狀態，同時軍事部隊則在頭兩天進入城市以平息騷亂。在這次騷亂中共造成5人死亡，而贏得國會選舉的蒙古人民黨總部也遭到縱火。另外也有報導認為其他引起暴亂的原因包括改變選舉制度而讓民眾難以民解，以及蒙古國貧富人口之間的差距增加而造成族群分裂。

## 外部連結
- «Революция юрт» закончилась, не успев начаться?